# National Highway 23
National Highway 23 (NH 23) ist eine Hauptfernstraße im Osten des Staates Indien mit einer Länge von 459 Kilometern. Sie beginnt in Chas im Bundesstaat Jharkhand am NH 32 und führt nach 250 km durch diesen Bundesstaat weitere 209 km durch den benachbarten Bundesstaat Odisha, wo sie bei Angul am NH 42 endet.